# Julius Magg
Julius Magg (22. dubna 1837 Vídeň – 15. listopadu 1914 Merano) byl rakouský právník a politik německé národnosti, v 2. polovině 19. století poslanec Říšské rady.

## Biografie
Studoval právo na Vídeňské univerzitě a v roce 1860 získal titul doktora práv. V letech 1863–1873 vyučoval obchodní a směnečné právo na nově založené obchodní akademii ve Vídni. Kromě toho absolvoval praxi jako advokátní koncipient. V roce 1864 složil advokátní zkoušky a v roce 1869 se stal advokátem v Dolních Rakousích. V letech 1869–1908 působil jako dvorní a soudní advokát. V období let 1870–1875 zasedal ve výboru dolnorakouské advokátní komory. V letech 1893–1899 vykonával funkci člena disciplinární rady.
Byl aktivní i politicky. Od roku 1871 zasedal jako poslanec Dolnorakouského zemského sněmu za města Neunkirchen a Pottendorf. Také byl poslancem Říšské rady (celostátního parlamentu Předlitavska), kam nastoupil v doplňovacích volbách roku 1876 za kurii obchodních a živnostenských komor ve Štýrsku, obvod Štýrský Hradec. Slib složil 19. října 1876. Mandát obhájil ve volbách roku 1879. Ve volbách roku 1885 byl zvolen za městskou kurii ve Štýrsku, obvod Leibnitz, Radkersburg atd. V roce 1873 se uvádí jako Dr. Julius Magg, advokát, bytem Vídeň.
Zastupoval v parlamentu blok Ústavní strany (centralisticky a provídeňsky orientované). V roce 1878 zasedal v poslaneckém Klubu pokroku. V říjnu 1879 je zmiňován na Říšské radě coby člen mladoněmeckého Klubu sjednocené Pokrokové strany (Club der vereinigten Fortschrittspartei). Od roku 1881 byl členem klubu Sjednocené levice, do kterého se spojilo několik ústavověrných (liberálně a centralisticky orientovaných politických proudů). Za tento klub uspěl i ve volbách roku 1885. Po rozpadu Sjednocené levice přešel do frakce Německorakouský klub. V roce 1890 se uvádí jako poslanec obnoveného klubu německých liberálů, nyní oficiálně nazývaného Sjednocená německá levice. Zasedal v předsednictvu parlamentního klubu Sjednocené německé levice.
Po konci své parlamentní kariéry působil až do roku 1908 v advokacii. Napsal studii o akciových společnostech.
Jeho synem byl technik Julius Magg (1884–1931).